# كيب كروس

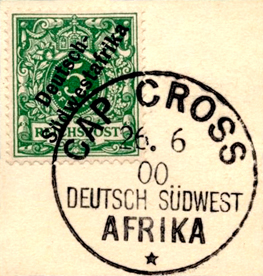
طوابع لجنوب غرب إفريقيا الألمانية تحمل ختم كاب كروس 1900

كيب كروس ((بالأفريقانية: Kaap Kruis) ؛ (بالألمانية: Kreuzkap) ؛ (بالبرتغالية: Cabo da Cruz) والأنجليزية (cape cross)، هو رأس يقع في صحراء ناميب على طول «ساحل الهيكل العظمي».

## تاريخ
اكتشف رأس كروس نسبة الصليب من قبل الملاح البرتغالي ديوغو كاو الذي كان عبر الحجر (padrão) التي أقيمت هناك في 1486 للاحتفال نقطة في الجنوب الذي تم التوصل إليه من أي وقت مضى من قبل الأوروبيين في أفريقيا. تمت إعادة اكتشاف هذا الصليب من قبل في مهمة قائد الملازم غوتليب بيكر في عام 1893، عندما كان المكان جزءًا من جنوب غرب إفريقيا الألمانية ناميبيا حاليا، وكان مسؤولاً عن خدمة غواصة Falke .

## مستعمرة أسود البحر
كيب كروس هي موطن لأكبر 15 مستعمرة من مستعمرات أسود البحر (عجل البحر)الناميبية والتي يبلغ عددها 6500000 . تقع المحمية على بعد 128 كيلومترًا شمال سواكوبموند على طريق C34. يمكن أن تضم المستعمرة 100000 أسد بحر.
تم ذبح أسود البحر بإذن من الحكومة الناميبية من يوليو إلى سبتمبر، حيث تم ذبح فقمات الصغيرة وذبحها على الشواطئ. في عام 2012، تم ذبح 91000 أسد بحر يجلب الاتجار بجلد أسد البحر أقل من 5 دولارات للحيوان الواحد.
وقد أُعلن لتبرير هذا الصيد أن أسد البحر يأكل في عام واحد من الأسماك مثل استهلاك ناميبيا وجنوب إفريقيا مجتمعين، وقد أظهرت الدراسات التي أجراها الصندوق الدولي للعناية بحيوان أن فقمات الفراء لا تحتوي على تأثير سلبي على الصيد.

## معرض الصور

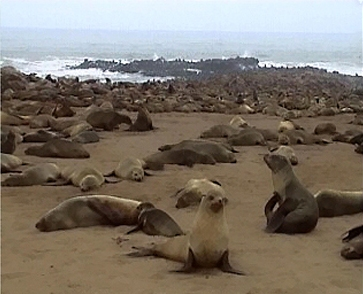

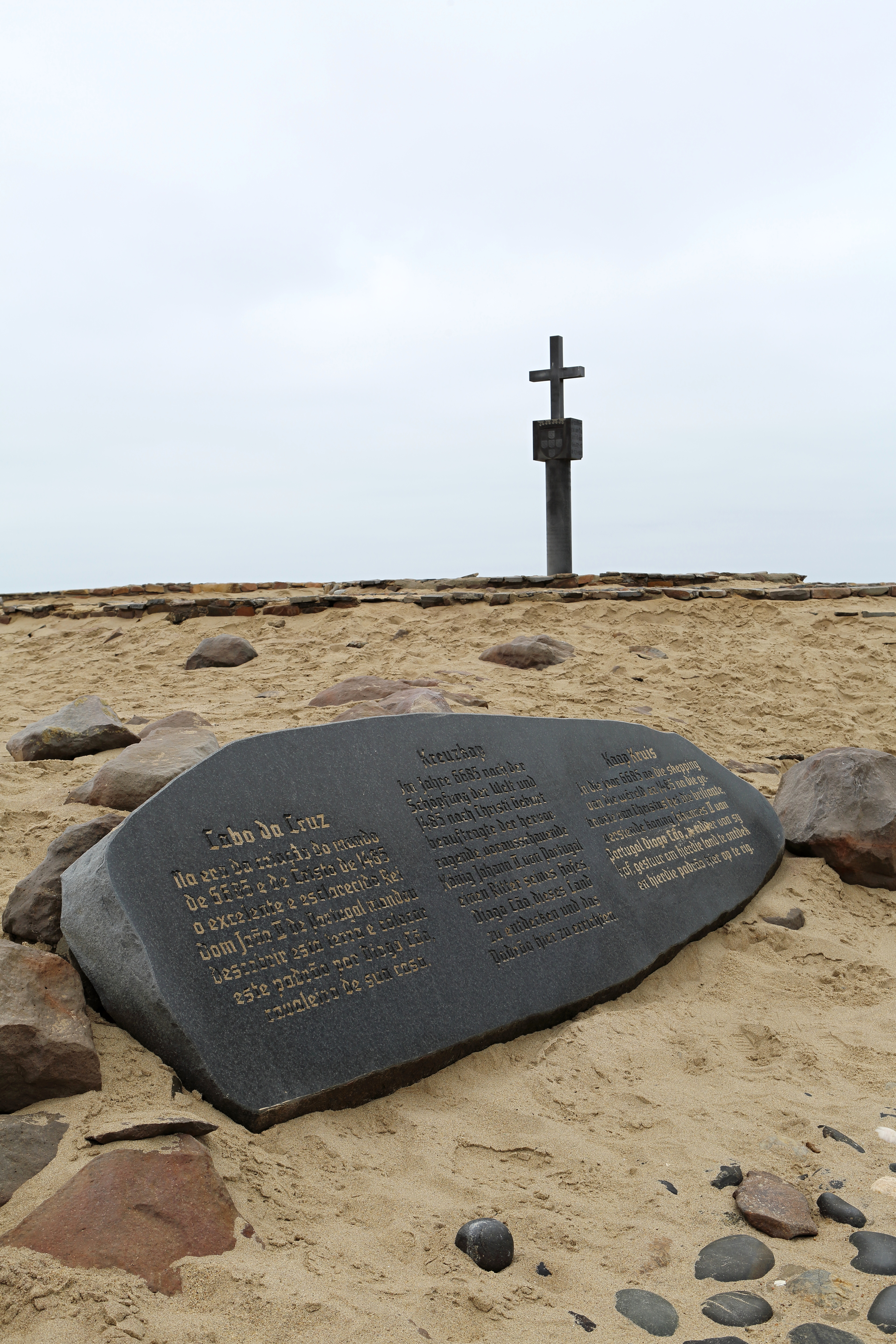

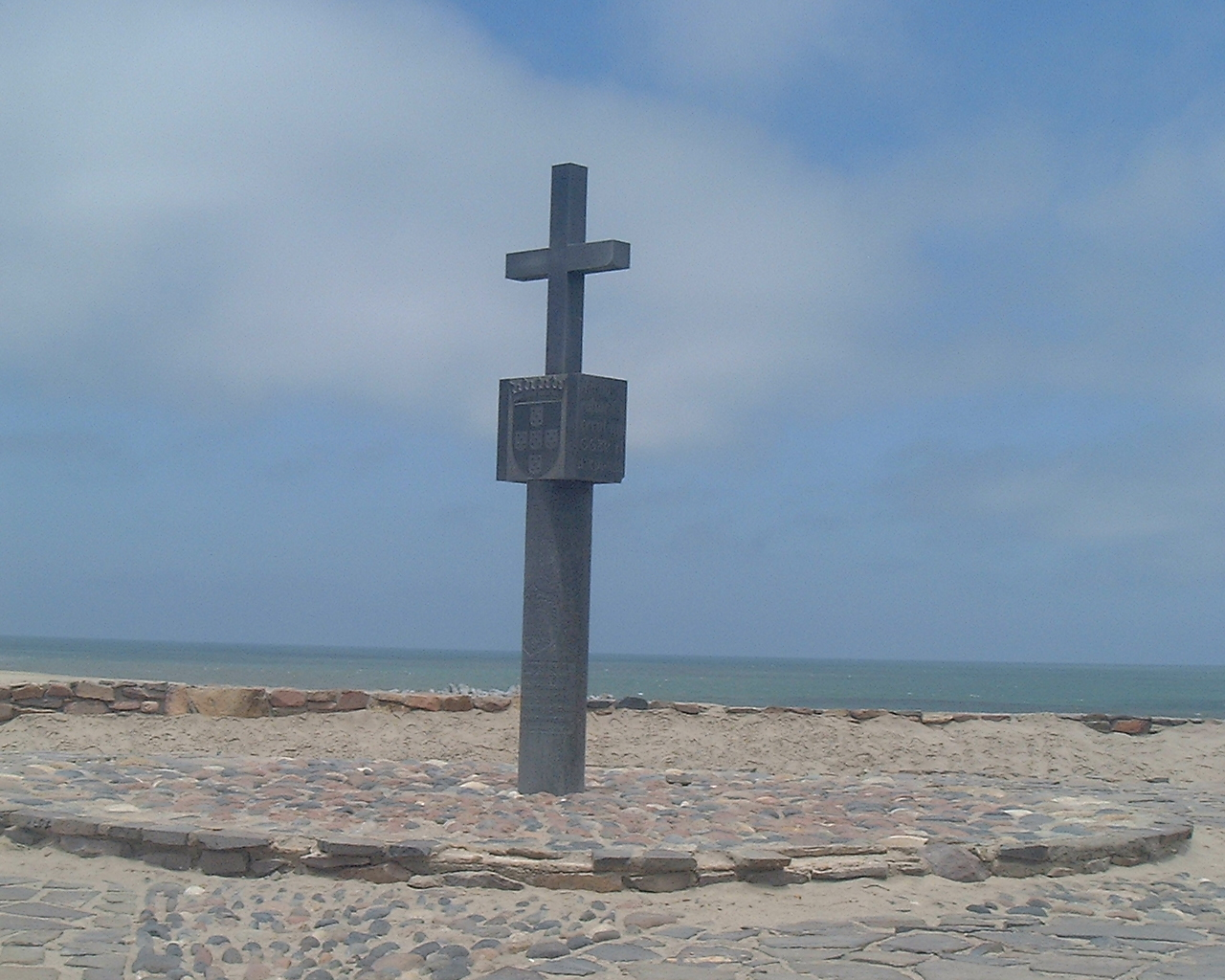
صليب كيب كروس

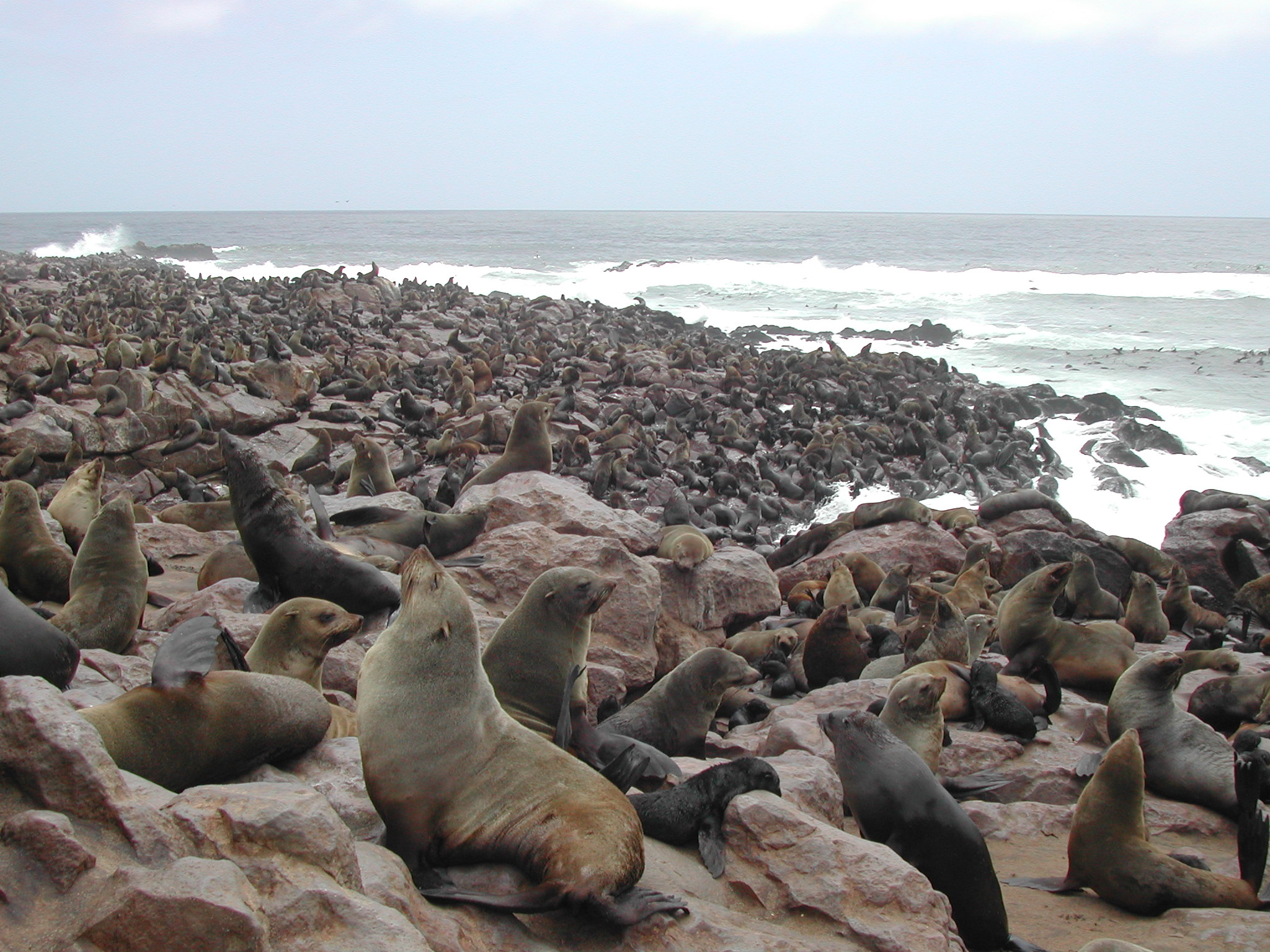
مستعمرة أسود البحر